# Nicholas Patrick

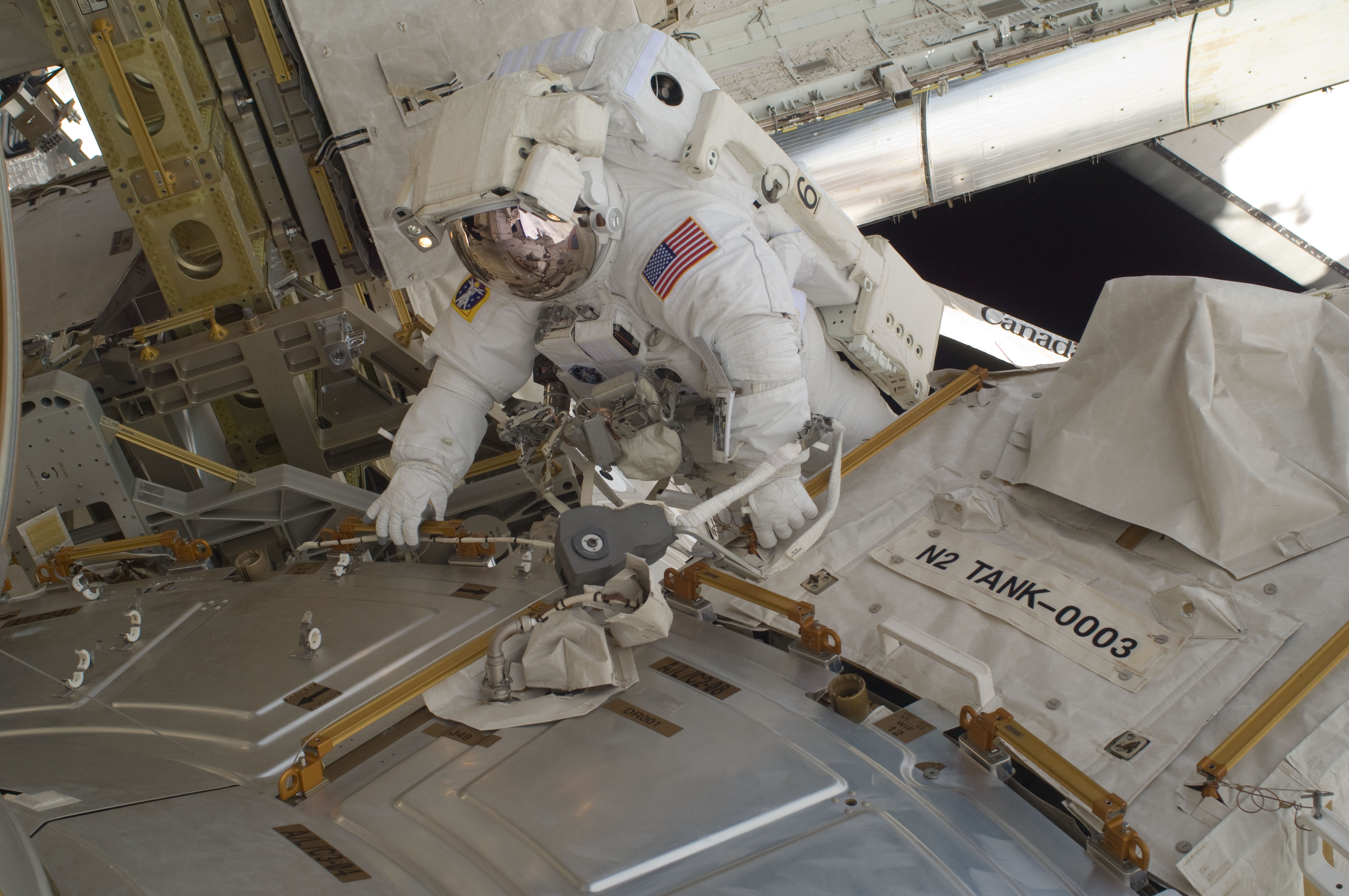
Nicholas Patrick w trakcie pracy w otwartej przestrzeni komicznej (misja STS-130)

Nicholas James MacDonald Patrick (ur. 22 marca 1964 w Saltburn, hrabstwo North Yorkshire, Wielka Brytania) – amerykański inżynier i astronauta pochodzenia brytyjskiego. Obywatel USA od 1994.

## Wykształcenie oraz praca zawodowa
- 1978–1982 – uczęszczał do szkoły średniej (Harrow School) w Londynie.
- 1986 – ukończył studia na Uniwersytecie Cambridge w Wielkiej Brytanii i uzyskał licencjat w dziedzinie budowy maszyn. Podczas studiów przeszedł szkolenie lotnicze w uniwersyteckiej eskadrze królewskich sił powietrznych Wielkiej Brytanii (Royal Air Force’s Cambridge University Air Squadron).
- 1986–1990 – po studiach przeniósł się do Bostonu w stanie Massachusetts, gdzie przez cztery lata pracował jako inżynier w firmie General Electric. Zajmował się silnikami produkowanymi przez tę firmę.
- 1990–1996 – na Uniwersytecie Cambridge uzyskał tytuł magistra. Tytuł magistra budowy maszyn uzyskał również na MIT (Massachusetts Institute of Technology). Na tej uczelni pozostał jako asystent. Zajmował się telerobotyką, psychologią lotnictwa, teorią zarządzania i ekonometrią. Później był wykładowcą na wydziale budowy maszyn. Pracę na uczelni łączył z obowiązkami pilota-instruktora aeroklubu (Hanscom Field’s East Coast Aero Club) oraz programisty w firmie działającej na rynku medycznym.
- 1996–1998 – uzyskał doktorat (budowa maszyn) na MIT. Później rozpoczął pracę w wydziale samolotów pasażerskich firmy Boeing w Seattle, stan Waszyngton. W tym samym czasie był pilotem instruktorem w firmowym aeroklubie. Jest autorem trzech patentów.

Nicholas Patrick wylatał w sumie ponad 2300 godzin na ponad 20 typach samolotów i śmigłowców, w tym przeszło 800 jako pilot-instruktor.

## Praca w NASA i kariera astronauty
- 1998 – 4 czerwca został przyjęty do 17. grupy(inne języki) astronautów NASA.
- 1999 – w sierpniu zakończył przeszkolenie podstawowe i uzyskał kwalifikacje specjalisty misji. Podczas tego szkolenia zapoznał się m.in. z  systemami wahadłowców oraz Międzynarodowej Stacji Kosmicznej, jak również odbył trening przetrwania w warunkach ekstremalnych oraz opanował podstawy pilotażu samolotu treningowego T-38. Później został skierowany do Biura Astronautów NASA, gdzie rozpoczął pracę w wydziale ds. stacji kosmicznej (Space Station Branch). Zajmował się też zagadnieniami rozwoju przyszłych pojazdów kosmicznych NASA.
- 2003–2004 – podczas lotu 8 stałej załogi Międzynarodowej Stacji Kosmicznej wchodził w skład załogi wspierającej (Crew Support Astronaut).
- 2005 – w lutym został wyznaczony do załogi STS-116 jako specjalista misji.
- 2006 – w dniach 10–22 grudnia uczestniczył na pokładzie wahadłowca Discovery w misji STS-116.
- 2007 – w sierpniu dowodził 10-dniową podwodną misją NEEMO 13 (NASA Extreme Environment Mission Operations) realizowaną u wybrzeży Florydy przez NASA i NOAA (National Oceanic and Atmospheric Administration). W eksperymencie wziął również udział Richard Arnold z korpusu astronautów NASA oraz japoński kandydat na astronautę Satoshi Furukawa. Rezultaty badań mają być wykorzystane przez NASA m.in. w pracach nad powrotem astronautów na Księżyc i ewentualnej misji załogowej na Marsa.
- 2010 – w dniach 8–22 lutego uczestniczył na pokładzie wahadłowca Endeavour w misji STS-130. W trakcie misji dostarczono na stację ISS łącznik Tranquility i moduł obserwacyjny Cupola. Nicholas Patrick wykonał trzy spacery kosmiczne (EVA) trwające łącznie 18 godzin i 14 minut[1].
- 2012 – w czerwcu opuścił NASA.

## Nagrody i odznaczenia
- nagroda dyrektora JSC za wkład w aktualizacje awioniki wahadłowców (2002)
- Universal Astronaut Insignia za lot orbitalny (nr 448) – Stowarzyszenie Uczestników Lotów Kosmicznych (Association of Space Explorers(inne języki))[2]

## Wykaz lotów
| Loty kosmiczne, w których uczestniczył Nicholas J. Patrick              | Loty kosmiczne, w których uczestniczył Nicholas J. Patrick | Loty kosmiczne, w których uczestniczył Nicholas J. Patrick | Loty kosmiczne, w których uczestniczył Nicholas J. Patrick | Loty kosmiczne, w których uczestniczył Nicholas J. Patrick | Loty kosmiczne, w których uczestniczył Nicholas J. Patrick |
| №                                                                       | Data startu                                                | Data lądowania                                             | Statek kosmiczny                                           | Funkcja                                                    | Czas trwania                                               |
| ----------------------------------------------------------------------- | ---------------------------------------------------------- | ---------------------------------------------------------- | ---------------------------------------------------------- | ---------------------------------------------------------- | ---------------------------------------------------------- |
| 1                                                                       | 10 grudnia 2006                                            | 22 grudnia 2006                                            | STS-116 Discovery F-33                                     | Specjalista misji (MS-1)                                   | 12 dni 20 godzin 44 minuty i 23 sekundy                    |
| 2                                                                       | 8 lutego 2010                                              | 22 lutego 2010                                             | STS-130 Endeavour F24                                      | Specjalista misji                                          | 13 dni 18 godzin 6 minut i 22 sekundy                      |
| Łączny czas spędzony w kosmosie — 26 dni 14 godzin 50 minut i 45 sekund |                                                            |                                                            |                                                            |                                                            |                                                            |